# Zgonče
Zgonče – wieś w Słowenii, w gminie Velike Lašče. W 2018 roku liczyła 7 mieszkańców.